# Peperomia klugiana
Peperomia klugiana är en pepparväxtart som beskrevs av Trel. & Yunck.. Peperomia klugiana ingår i släktet peperomior, och familjen pepparväxter. Inga underarter finns listade i Catalogue of Life.